# Gitarijada Ratkovo
Gitarijada Ratkovo je kulturna manifestacija muzičkog karaktera koja se održava jednom godišnje u selu Ratkovu, Srbija. Gitarijada Ratkovo se sastoji iz takmičarskog dela - međusobnog takmičenja neafirmisanih bendova i revijalnog dela - nastupa poznatijih domaćih i stranih izvođača.

## Pobednici
- 1994.  Riđica
- 2005. , Novi Sad
- 2006. , Novi Sad
- 2007. , Novi Sad
- 2008. , Sombor
- 2009. , Beograd
- 2010. , Beograd
- 2011. , Selenča
- 2012. , Šid

## Istorija
Pojam gitarijada je nastao 70-ih godina 20. veka kao projekat raznih omladinskih udruženja. Trend se proširio po tadašnjoj Jugoslaviji i veliki broj mesta je uskoro imao svoje gitarijade. Uspeh tih manafestacija je varirao u znatnoj meri. 
Prva Gitarijada u Ratkovu je organizovana 1974. godine. Zahvaljujući uspešno realizovanoj ideji da se rokenrol uzdigne do tog nivoa da velikom broju ljudi to postaje način života, organizatori su bili u mogućnosti da ponove celu manifestaciju sledeće godine sa još većim uspehom nego prvi put. Kako je sve više ove muzike dopiralo do većeg broja ljudi, tako je i kvalitet muzike postajao bolji, i sve više bendova je dobilo priliku da na svoj način doprinese celom dešavanju. 
Gitarijada Ratkovo poprima novi oblik 1978. godine, i dobija takmičarski karakter, ali ona takođe zadržava i svoj stari oblik revijalnog predstavljanja. 
U periodu raspada Jugoslavije, Gitarijada se nije održavala, osim par neuspelih pokušaja. Tokom 90-ih godina i početkom 21. veka ona je skoro iščezla iz sećanja ljudi. Novi Veliki prasak se desio 2005. godine kada je sve ponovo oživelo. Ponovo se okupio zavidan broj obožavalaca rokenrola na jednom mestu.

## Organizator
Kulturno Edukativni Centar Ratkovo je omladinska organizacija kojoj je glavni cilj da poveća kvalitet kulturnog života mladih ljudi u selu i uopšte mladih ljudi. Još jedan od ciljeva je podsticanje kreativnosti istih i pomoć u ostvarenju i iskazivanju ideja. Jedan od projekata KEC-a je Gitarijada na koju se usmeravaju sva pažnja i sredstva. Ljudi koji su na čelu Gitarijade su isključivo članovi KEC-a i samo oni raspolažu sredstvima i kontaktima tokom organizacije ove manifestacije. Organizacija je isključivo volonterskog karaktera.

## Spoljašnje veze
- Zvanični vebsajt
- Fejsbuk